# 米歇爾冰原島峰
70°58′S 71°30′E / 70.967°S 71.500°E
米歇爾冰原島峰（英語：Mitchell Nunatak）是南極洲的冰原島峰，位於麥克羅伯特森地，屬於曼寧冰原島峰的一部分，由美國海軍拍攝照片，現時由南極條約體系管理。